# Associated Press

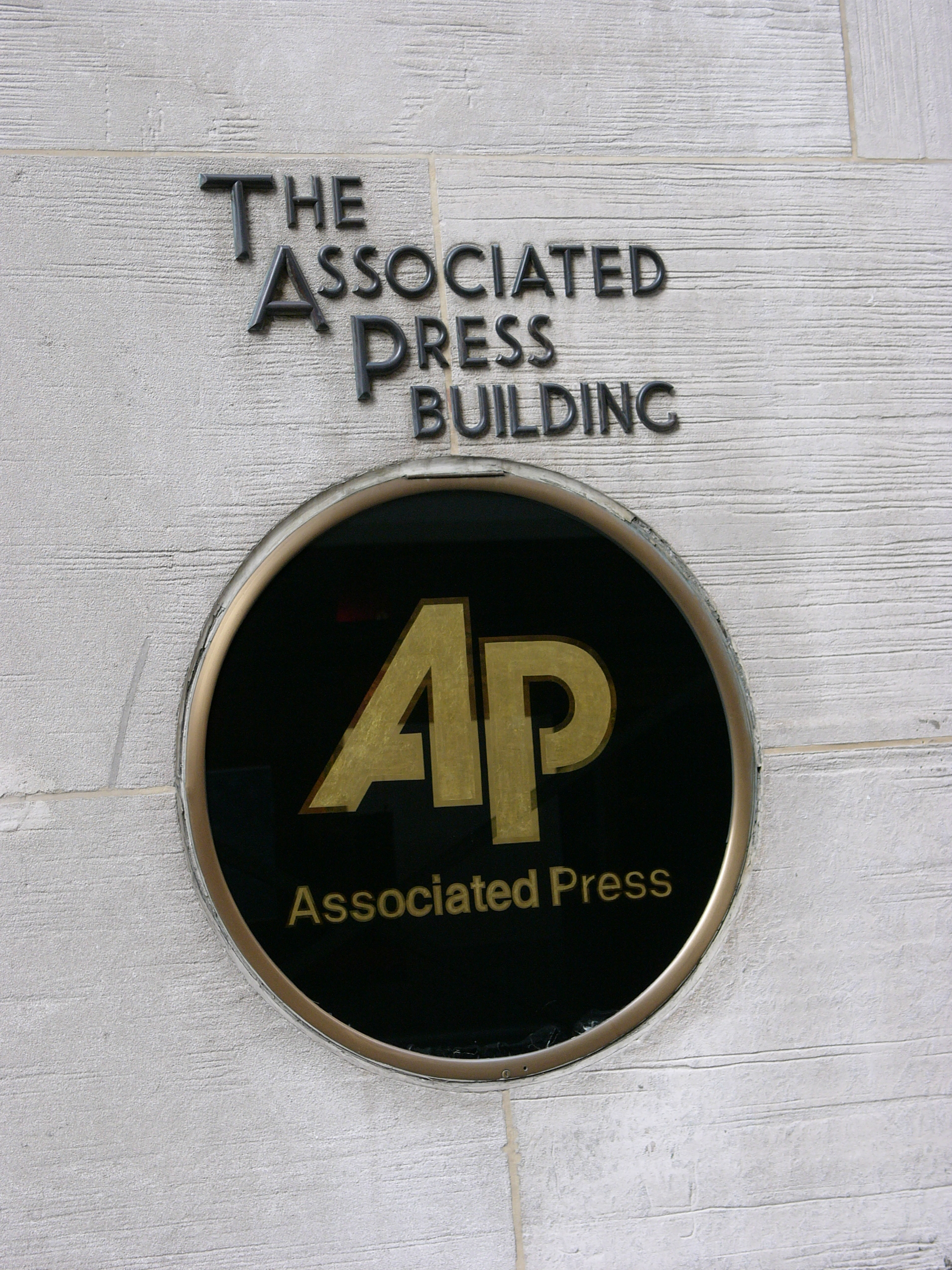
Fassade AP-Gebäude in New York City

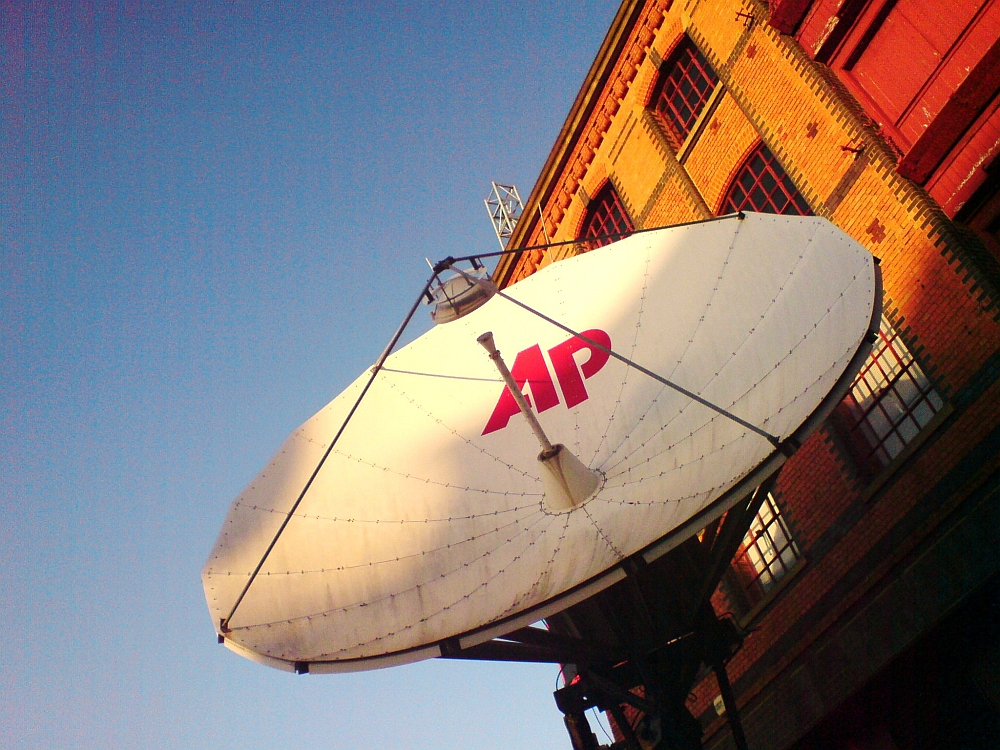
APTN-Zentrale in London

Die Associated Press (AP) ist eine als nicht gewinnorientierte Kooperative organisierte Nachrichten- und Presseagentur mit Hauptsitz in New York City, die im Mai 1846 (als „Harbor News Association“) gegründet wurde. Das Unternehmen hatte 2016 263 Büros in 106 Ländern. Es gilt als die größte Nachrichtenagentur der Welt.
Durch das Zusammenführen mehrerer regionaler Presseagenturen 1892 baute Associated Press ihren Informationsvorsprung entscheidend aus. Der erste Deutschland-Korrespondent (Wolf von Schierbrand) nahm 1898 seine Arbeit auf. 1900 wurde der bis dahin informelle Zusammenschluss in die Rechtsform einer Genossenschaft gebracht. Diese hat heute weit über 1400 Mitglieder. Die Zahl der Kunden wird auf rund 12.000 weltweit beziffert.
AP war die vermutlich erste Nachrichtenagentur, die über einen Online-Dienst Inhalte an Privatkunden lieferte. Dies geschah ab 1980 mit dem Online-Anbieter CompuServe.

## Unternehmensgeschichte

2012 abgelöstes Logo

Nach neueren Unterlagen liegen die Ursprünge von AP bereits im Mai 1846, als Moses Yale Beach, der Verleger der New York Sun, konkurrierenden Zeitungen vorschlug, Nachrichten über den Krieg zwischen USA und Mexiko gemeinsam zu beschaffen. Moses Sperry Beach, der Sohn von Moses Yale Beach, beschreibt in einem Memorandum vom Juni 1872, dass gemäß der Vereinbarung von 1846 Berichte vom mexikanischen Krieg mit Booten nach Mobile in Alabama gebracht und von dort mit Pferden nach Montgomery in Alabama transportiert wurden. Von dort liefen die Berichte mit Kutschen der US-Post nach Richmond in Virginia, wo sich damals der südlichste Punkt der Telegraphenleitung nach New York City befand. Diese aufwendige Expressbeförderung bedeutete einen Zeitvorteil von 24 Stunden. Der Vereinbarung schlossen sich zunächst der Journal of Commerce, der Courier and Enquirer, der Herald und der Express an. Im Zweiten Weltkrieg tauschte Associated Press mit dem deutschen nationalsozialistischen Regime Fotos aus.

### 1933 bis 1945, Berliner Deutschland-Büro, Büro Laux
Als 1934 das so genannte Schriftleitergesetz des NS-Staats in Kraft trat,  durften in Redaktionen und Bilddiensten nur noch Deutsche „arischer“ Abstammung arbeiten. Die Vorschrift galt auch für internationale Agenturen, die Dependancen im Reich unterhielten. Darunter waren das britisch-amerikanische Unternehmen Keystone und Wide World Photos, der Bilderdienst der New York Times.  1935 stellte das Propagandaministerium diese Agenturen an den Pranger, weil sie weiterhin Juden beschäftigten. Daraufhin gaben alle Agenturen den Standort auf. Nur die AP blieb. AP erhielt mit dem Verbleib in Deutschland eine international einzigartige Marktstellung. Die Agentur wurde gleichgeschaltet, entließ deutsche (jüdische) Mitarbeiter. Das Propagandaministerium hatte nun das Recht, die Agenturarchive zu zensieren. Es steuerte den Einsatz der Fotoreporter zu bestimmten Anlässen. Zudem mussten die Agenturen ihre Bilder dem Ministerium zur Zensur vorlegen. Ab 1942 kam es zu einem Deutschlandbüro-Nachfolger der AP als deutsches Büro Laux, dessen ehemalige AP-Mitarbeiter nun der SS beitraten. Die Kooperation mit der US-Zentrale blieb konstant.

### Video-Nachrichten-Agentur
AP betreibt APTN (Associated Press Television News) – dies ist laut eigener Aussage die weltweit größte Video-Nachrichten-Agentur. Über eigene (verschlüsselte) Satellitenkanäle wird das Material weltweit an TV-Stationen und andere Verwerter (Internet) verbreitet.
APTN liefert aktuelle Bilder aus Politik, Sport, Unterhaltung nach einem festgelegten Programm in sogenannten Feeds, sowie teilweise Livebilder aus Kriegsgebieten (z. B. extra Kanal während des Irakkrieges 2003 aus Bagdad). APTN verfügt in Deutschland über Vertriebsbüros in Berlin und Frankfurt.

### Verkauf des deutschen Dienstes von AP
Die deutsche Zentrale der AP befand sich bis Ende 2009 in Frankfurt am Main. Im Dezember 2009 wurde der Deutsche AP-Dienst von den Eigentümern der Nachrichtenagentur ddp, Peter Löw und Martin Vorderwülbecke, übernommen und in „DAPD – Deutscher Auslands-Depeschendienst“ umbenannt. Die beiden Häuser ddp und DAPD blieben bestehen, jedoch werten sie gegenseitig ihre Meldungen aus. Sie erhielten einen gemeinsamen Geschäftsführer und Chefredakteur; außerdem gab es weiterhin einen jeweils eigenen Chefredakteur für DAPD und ddp. DAPD zog nach Berlin um.
Zunächst wurden DAPD-Meldungen hinter der Ortsmarke mit (APD) statt wie bisher mit (AP) gekennzeichnet. Da sich allerdings herausstellte, dass die Rechte an dieser Abkürzung beim „Adventistischen Pressedienst“, dem Informationsdienst der evangelischen Freikirche der Siebenten-Tags-Adventisten in Deutschland, liegen, änderte die Agentur das Kürzel in (apn) um. Der Auslandsdienst von DAPD wurde wie zuvor mit Material des weltweiten AP-Korrespondentennetzes erarbeitet. Umgekehrt wertete AP für ihre Berichte aus Deutschland den ddp aus. Der Schweizer Dienst des DAPD  wurde zum 1. Februar 2010 geschlossen; in der Schweiz bleibt nur noch ein Korrespondentenbüro übrig.

### Vertrieb von AP-Diensten durch dpa
Seit 2013 hat die Deutsche Presseagentur auf Basis eines langfristigen Kooperationsabkommens das Recht, AP-Dienste in Deutschland zu vertreiben. Gesendet werden unter anderem die AP Weltnachrichten in deutscher Sprache. Verbreitet werden rund um die Uhr Meldungen zu internationalen Themen, der Dienst sieht sich als Ergänzung zur Auslandsberichterstattung im dpa-Basisdienst. Nach eigenen Angaben haben die AP Weltnachrichten einen Umfang von ca. 80 Meldungen pro Tag.

## Druck auf AP und Medienmanipulation durch das Pentagon
Anlässlich einer ehrenvollen Erwähnung (national citation) der journalistischen Exzellenz für den AP-CEO Tom Curley von der William Allen White Foundation am 6. Februar 2009 in der University of Kansas kritisierte Curley den anwachsenden Druck des US-Militärs auf unabhängige Berichterstatter in Kriegsgebieten und eine zunehmende Beeinflussung der Medien durch das US-Verteidigungsministerium.
Seit dem Irakkrieg 2003 seien elf AP-Journalisten für mehr als 24 Stunden festgenommen worden und allein 2008 hatte das US-Militär weltweit acht Journalisten mehr als 48 Stunden arretiert. Wenn die festgenommenen Journalisten dazu bereit wären, ihre Kollegen schlechtzumachen (to trash other people), kämen sie umgehend wieder frei. Andernfalls hielte man sie zwei bis drei Wochen lang fest und setze sie weiteren Befragungen aus. Führende Kommandeure hätten ihm zu verstehen gegeben, dass man die AP und ihn zerstören (ruin) wird, wenn er und die Nachrichtenagentur AP weiterhin auf ihren journalistischen Prinzipien bestünden. Er habe diese Äußerungen allerdings nicht als Drohung verstanden, sondern als einen „Ausdruck von Ärger“ (an expression of anger), erklärte Curley später in einem Interview. Nach dem Irakkrieg erweiterte das US-Militär die Regeln für Kriegsberichterstatter von einer auf vier Seiten und nun (2009) seien diese so vage gehalten, dass ein Journalist auf der Stelle weggeschickt werden kann, wenn einem Kommandeur die Berichte nicht gefallen.
Zudem hat eine einjährige Recherche von über 100.000 Seiten Regierungsdokumenten und eine Befragung von 100 Personen durch AP-Mitarbeiter ergeben, dass das Verteidigungsministerium der Vereinigten Staaten seit 2003 das Budget für Propaganda-Operationen um 63 Prozent erweitert hat, es umfasste 2008 4,7 Milliarden Dollar und beschäftigte 27.000 Mitarbeiter. Die meisten Informationen darüber seien geheim, sogar solche, die früher veröffentlicht worden waren. Anstatt die Journalisten bei ihren Anfragen zu unterstützen, würde die Pressestelle des Verteidigungsministeriums eher geheimdienstliches Material über die anfragenden Journalisten sammeln. Laut AP-Informationen ist eine für Public Relations zuständige Dienststelle namens «Joint Hometown News Service» auf einem früheren Luftwaffen-Stützpunkt in San Antonio, Texas. Dort produziere man Wort- oder Bildberichte, die unter falscher Quellenangabe den Medien zugespielt werden. Für 2009 sehe man die Herausgabe von 5400 Pressemitteilungen, 3000 Fernsehspots und 1600 Rundfunkinterviews vor. Curley forderte angesichts des Regierungswechsels in den USA (von George W. Bush zu Barack Obama) eine neue Transparenz in den Regeln zwischen dem Militär und den Medien.

## Bespitzelung durch das Justizministerium
Im April 2013 gab AP an, von offizieller Seite darüber informiert worden zu sein, dass sich das Justizministerium Anfang 2012 über einen Zeitraum von zwei Monaten heimlich die Verbindungsdaten von mehr als 20 Anschlüssen der Nachrichtenagentur und seiner Journalisten beschafft hatte. Darauf wurde ein Brief von AP-Präsident Gary Pruitt an Justizminister Eric Holder im Internet veröffentlicht, mit dem sich AP darüber beschwert, dass die Regierung mit den gewonnenen Daten der Anruflisten detaillierte Einblicke in die Arbeit der Nachrichtenagentur erhalten könne, ohne dazu in irgendeiner Weise befugt zu sein. Dazu gehörten Informationen über die vertrauliche Kommunikation mit Quellen: „Wir betrachten diese Handlung des Justizministeriums als ernsthaften Eingriff in APs verfassungsmäßiges Recht, Nachrichten zu sammeln und zu berichten.“ Der Fernsehsender CNN zitierte aus einer Mitteilung des Justizministeriums, es achte die Pressefreiheit, müsse aber bei Ermittlungen das richtige Gleichgewicht zwischen dem freien Informationsfluss und der fairen und effektiven Anwendung des Strafrechts finden.

## Seit 2025
Am 20. Januar 2025 trat Trump seine zweite Amtszeit als US-Präsident an. Am gleichen Tag erließ er ein Dekret, ein Teil des Golf von Mexiko solle fortan Gulf of America heißen. AP blieb bei der Bezeichnung Golf von Mexiko. Trump schloss AP von jeglicher Berichterstattung aus dem Weißen Haus und dem Präsidentenflugzeug Air Force One aus. 
AP hat dagegen am 21. Februar 2025 Klage eingereicht. Die Journalistenorganisation Reporters Committee for Freedom of the Press und mehr als 30 Medienunternehmen appellierten an die Regierung, AP wieder zu allen Terminen zuzulassen.
Ein US-Bundesgericht wies die Regierung Trump II in der zweiten Aprilwoche 2025 an, AP wieder Zugang zum Oval Office, zur Präsidentenmaschine Air Force One und anderen Bereichen zu gewähren, wenn diese auch für andere Journalisten geöffnet sind. Die US-Regierung ging gegen diesen Richterspruch in Berufung.
Am 14. April 2025 wurden zwei AP-Journalisten erneut aus dem Oval Office ausgeschlossen: sie durften nicht an der Pressekonferenz von Trump und dem Präsidenten von El Salvador, Nayib Bukele, teilnehmen.

## Archiv auf YouTube
Seit 2015 werden von AP zusammen mit dem Wochenschauarchiv British Movietone historische Filmaufnahmen auf YouTube veröffentlicht. Es handelt sich um 550.000 digitalisierte Aufnahmen ab 1895 bis zur Gegenwart.

## Chefredaktion
Chefredakteurin ist seit September 2021 Julie Pace. Sie folgte auf Sally Buzbee, die im Mai 2021 zur Washington Post gewechselt war. Zuvor hatte Kathleen Carroll von 2002 bis 2016 die Position inne.